# إبراهيم حسن (منافس ألعاب قوى)
إبراهيم حسن (بالإنجليزية: Ibrahim Hassan) هو منافس ألعاب قوى غاني، ولد في 12 فبراير 1971.

## وصلات خارجية
- إبراهيم حسن على موقع الاتحاد الدولي لألعاب القوى (الإنجليزية)
- إبراهيم حسن على موقع أوليمبيديا (الإنجليزية)